# Liste der Baudenkmäler in Pettendorf
Auf dieser Seite sind die Baudenkmäler in der Oberpfälzer Gemeinde Pettendorf zusammengestellt. Diese Tabelle ist eine Teilliste der Liste der Baudenkmäler in Bayern. Grundlage ist die Bayerische Denkmalliste, die auf Basis des Bayerischen Denkmalschutzgesetzes vom 1. Oktober 1973 erstmals erstellt wurde und seither durch das Bayerische Landesamt für Denkmalpflege geführt wird. Die folgenden Angaben ersetzen nicht die rechtsverbindliche Auskunft der Denkmalschutzbehörde.

## Baudenkmäler nach Ortsteilen

### Pettendorf
| Lage                                                 | Objekt                                         | Beschreibung | Akten-Nr.    | Bild           |
| ---------------------------------------------------- | ---------------------------------------------- | --- | ------------ | -------------- |
| Am Sand (Standort)                                   | Steinkreuz                                     | lateinische Form mit hohem Fuß, Sandstein, bezeichnet 1633. | D-3-75-181-5 | weitere Bilder |
| Margarethenstraße 1; Martin-Klob-Straße 6 (Standort) | Kath. Pfarrkirche St. Margareta von Antiochien | Chorturmkirche mit Quadermauerwerk aus Sandstein, romanisch, 13. Jahrhundert; mit Ausstattung; Friedhofsmauer mit zwei Toren, im Osten rundbogig, im Westen romanisch mit profilierten Pfosten; Friedhofskreuz, Korpus im Dreinageltypus, Holz, bezeichnet 1778.               | D-3-75-181-1 | weitere Bilder |
| Martin-Klob-Straße 3 (Standort)                      | Wohnhaus                                       | ehemaliges Gasthaus, zweigeschossiger und traufständiger Mansarddachbau mit Halbwalm, Anfang 19. Jahrhundert | D-3-75-181-2 | weitere Bilder |
| Schloßstraße 1 (Standort)                            | Ehemaliges Schloss                             | jetzt Bauernhof, Wohnhaus, zweigeschossiger Mansardwalmdachbau mit Aufzugsgaube, Umbau 1748, im Kern älter; Stadel, zweiflügeliger Satteldachbau mit Treppengiebel, Bruchstein, 16. Jahrhundert; Umfassungsmauer mit zwei korbbogigen Einfahrten, barock, wohl 18. Jahrhundert | D-3-75-181-4 | weitere Bilder |

### Adlersberg
| Lage                                                                                       | Objekt                             | Beschreibung | Akten-Nr.    | Bild           |
| ------------------------------------------------------------------------------------------ | ---------------------------------- | --- | ------------ | -------------- |
| Nähe Dominikanerinnenstraße; Dominikanerinnenstraße 2; Dominikanerinnenstraße 3 (Standort) | Ehemaliges Dominikanerinnenkloster | Gründung um 1260, um 1274 von Pettendorf hierher verlegt, kath. Kirche und ehemaliges Dominikanerinnenkloster-Kirche St. Maria, Saalbau mit abgewalmtem Satteldach und Dachreiter mit Spitzdach, gotisch, 13. Jahrhundert, Umbauten 1471; mit Ausstattung; Gasthaus, zweigeschossiger Walmdachbau mit Aufzugsgaube, 18./19. Jahrhundert, im Kern mittelalterliches Konventgebäude; Umfassungsmauern des ehemaligen Zehentkastens, Bruchstein, 14. Jahrhundert; Ringmauer mit Durchlässen frühgotisch; Torhaus, dreigeschossigem gegliedertem Walmdachbau mit Durchfahrt, im Kern gotisch, Umbauten im 18. Jahrhundert. | D-3-75-181-6 | weitere Bilder |

### Haselhof
| Lage                              | Objekt               | Beschreibung | Akten-Nr.    | Bild           |
| --------------------------------- | -------------------- | --- | ------------ | -------------- |
| Haselhof 1 (Standort)             | Gutshaus             | Zweigeschossiger und giebelständiger Satteldachbau, wohl 16. Jahrhundert, mit barocken Wappensteinen                                 | D-3-75-181-8 | Gutshaus       |
| Schwetzendorfer Breite (Standort) | Wegkapelle St. Maria | Giebelständiger Satteldachbau mit Vordach auf Säulen und gusseisernem Glockendachreiter, neugotisch, drittes Viertel 19. Jahrhundert | D-3-75-181-9 | weitere Bilder |

### Kneiting
| Lage                       | Objekt                                                                 | Beschreibung | Akten-Nr.     | Bild                                  |
| -------------------------- | ---------------------------------------------------------------------- | --- | ------------- | ------------------------------------- |
| Kapellenplatz 4 (Standort) | Kath. Nebenkirche und ehemalige Wallfahrtskirche St. Mariä Himmelfahrt | Saalbau mit eingezogenem Chor und Dachreiter mit Spitzdach und Blechdeckung, spätgotisch, 15. Jahrhundert; mit Ausstattung. | D-3-75-181-10 | weitere Bilder                        |
| Kirchgasse 2 (Standort)    | Kath. Filialkirche St. Peter und Paul                                  | Saalbau mit eingezogenem Chor und westlichem Fassadenturm mit Spitzdach und Putzgliederungen, 17. Jahrhundert, Turm 1885; mit Ausstattung; Friedhofskapelle, Satteldachbau, 16. Jahrhundert, modern erweitert; Friedhofsmauer mit Relief der Kreuzigung, spätmittelalterlich. | D-3-75-181-11 | Kath. Filialkirche St. Peter und Paul |

### Tremmelhausen
| Lage                        | Objekt     | Beschreibung                                                                                  | Akten-Nr.     | Bild           |
| --------------------------- | ---------- | --------------------------------------------------------------------------------------------- | ------------- | -------------- |
| Auf der Käferloh (Standort) | Wegkapelle | sogenannte Watzlik-Kapelle, Satteldachbau mit gewölbtem Eingang, barock, wohl 18. Jahrhundert | D-3-75-181-12 | weitere Bilder |

## Ehemalige Baudenkmäler
In diesem Abschnitt sind Objekte aufgeführt, die früher einmal in der Denkmalliste eingetragen waren, jetzt aber nicht mehr. Objekte, die in anderem Zusammenhang also z. B. als Teil eines Baudenkmals weiter eingetragen sind, sollen hier nicht aufgeführt werden. Aktennummern in diesem Abschnitt sind ehemalige, jetzt nicht mehr gültige Aktennummern.

| Lage                                       | Objekt          | Beschreibung                                                                                  | Akten-Nr.    | Bild            |
| ------------------------------------------ | --------------- | --------------------------------------------------------------------------------------------- | ------------ | --------------- |
| Pettendorf Martin-Klob-Straße 7 (Standort) | Kath. Pfarrhaus | zweigeschossiger Walmdachbau, 1804; Remise, zweigeschossiger Walmdachbau, 18./19. Jahrhundert | D-3-75-181-3 | Kath. Pfarrhaus |